# Az Air Madagascar úti céljai
Az Air Madagascar Madagaszkár nemzeti légitársasága és egyben a legnagyobb is az országban. A bázisrepülőtere az Ivato nemzetközi repülőtér Antananarivóban. A légitársaság a Vanilla Alliance egyik alapító tagja.
A légitársaságot 1947-ben alapította a Transports Aériens Intercontinentaux és 1961-ben átnevezték Madair-re, miután átszervezték a légitársasághoz az Air France helyi hálózatát. 1961. október 20-án a légitársaság megnyitotta az Antananarivo-Dzsibuti-Párizs útvonalát egy Douglas DC–7 típusú repülőgéppel, amit a TAI légitársaságtól kölcsönöztek. 1962-ben a légitársaságot átnevezték Air Madagascar-ra.

## Fordítás
- Ez a szócikk részben vagy egészben  a   List of Air Madagascar destinations című angol Wikipédia-szócikk ezen változatának fordításán alapul.  Az eredeti cikk szerkesztőit annak laptörténete sorolja fel. Ez a jelzés csupán a megfogalmazás eredetét és a szerzői jogokat jelzi, nem szolgál a cikkben szereplő információk forrásmegjelöléseként.